# Carmela de Feo

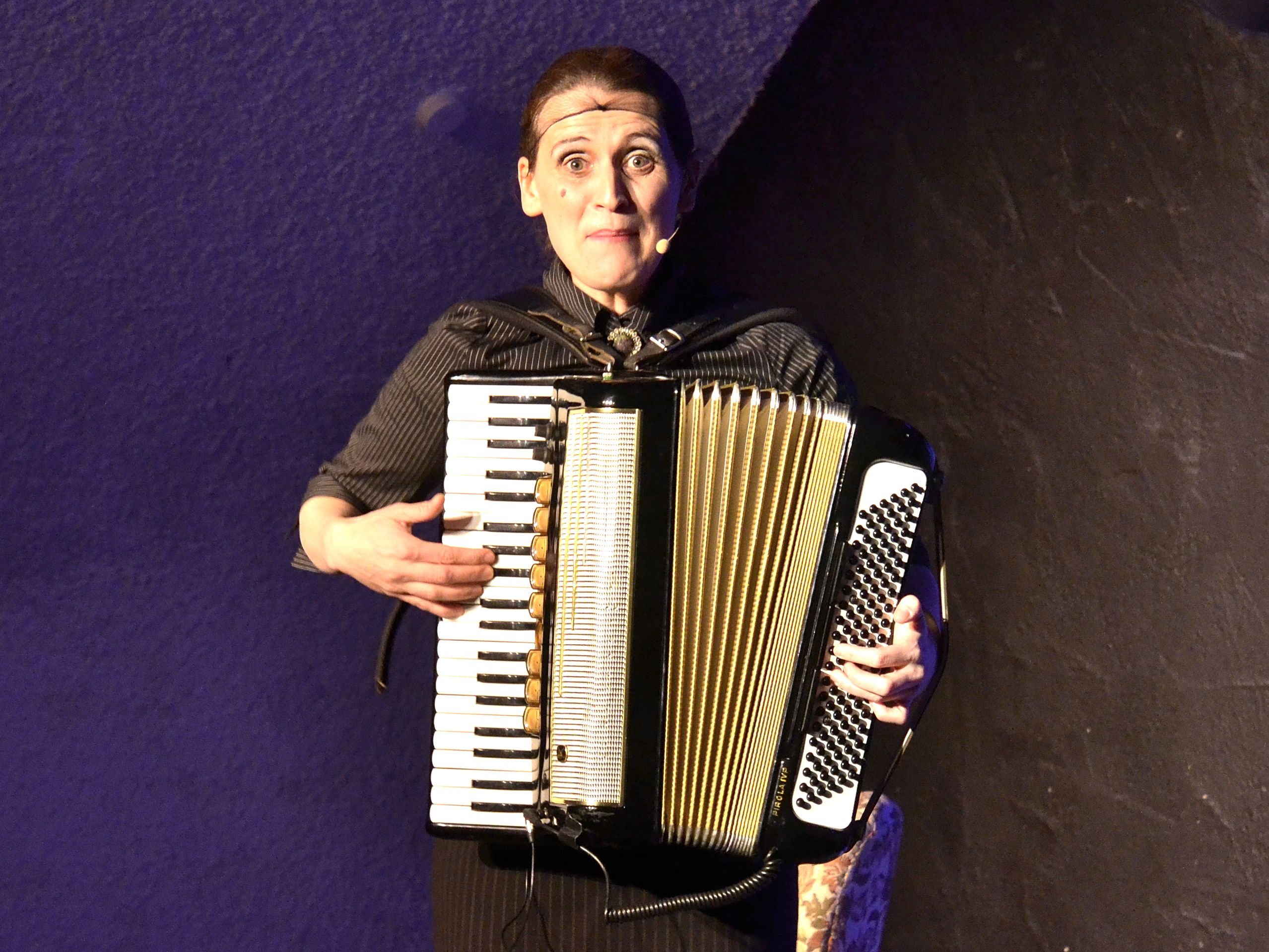
Carmela de Feo (2012)

Carmela de Feo (* 1973 in Oberhausen-Alstaden), auch bekannt unter dem Namen ihrer Bühnenfigur La Signora, ist eine deutsche Akkordeonistin, Sängerin, Schauspielerin und Komödiantin.

## Leben und Wirken
Carmela de Feo wuchs als Tochter italienischer Arbeitsmigranten auf. Ab 1981 erhielt sie Akkordeonunterricht und hatte 1985 ihr erstes Engagement. Ab 1987 nahm sie in Akkordeonensembles aus Oberhausen und Bottrop an internationalen Konzerten und Wettbewerben teil. Als Mitglied des Eisenheimer Akkordeonsextetts gewann sie von 1992 bis 1995 internationale Wettbewerbspreise in der Kategorie Kunststufe. Von 1993 bis 1996 studierte de Feo Akkordeon an der Folkwang Hochschule in Essen bei Mie Miki. 1995 war sie dort Meisterschülerin bei Ivan Koval und 1997 absolvierte sie einen Tangomeisterkurs bei Hugo Diaz.
Von 1994 bis 1998 spielte sie im Tango-Ensemble Primavera del Tango, das mehrere Konzerte gab. 1997 übernahm sie bei der deutschen Erstaufführung der Tango-Oper María de Buenos Aires von Astor Piazzolla in Bottrop mit der Neuen Ruhr Kammerphilharmonie unter der Leitung von Rolf Donner den Bandoneon-Part. Seit 1999 gibt sie regelmäßig Konzerte zusammen mit der Sopranistin Franziska Dannheim, mit der sie unter anderem als Tango-Comedy Duo CocoLorez auftrat und deren erstes Programm machos y muchachos im Jahr 2000 Premiere hatte. Im Theater Oberhausen wirkte sie als Bühnenmusikerin bei verschiedenen Programmen mit, wie unter der Leitung von Michael Barfuß 2001 beim Hanns Eisler Abend und 2003 bei Absinth ein Liederabend sowie unter der Regie von Werner Schroeter 2002 bei Die göttliche Flamme.
Als Teil des Duos CocoLorez ging de Feo 2005 auf Deutschland-Tournee. De Feo entwickelte dann die Rolle der „La Signora“, in der sie eine singende und akkordeonspielende Italienerin als „Italo-Ruhrpott-Weib auf Männersuche“ gibt. Ihr Soloprogramm für Mix-Shows, Man nennt mich la Signora und ich bin eine Frau! hatte 2006 Premiere. 2006 übernahm sie die Moderation der Mix-Shows Sturmfreie Stube in Essen-Werden und ComKabClub in Düsseldorf. Seit 2007 moderiert sie regelmäßig ihre eigene Mix-Show LaSignorasComedyClub im Oberhausener Ebertbad.
Außer als Musikerin, Sängerin und Komödiantin betätigt sie sich auch als Schauspielerin. Unter anderem trat sie ab 2006 im Theater Oberhausen bei dem Musik-Theaterabend Addio Napoli! Buonasera Oberhausen! auf und gab die Rolle der Heilsarmistin in Brechts Die heilige Johanna der Schlachthöfe unter der Regie von Otto Schnelling sowie die Rolle der Edith von Turkow in der Adaption der Filmkomödie Die Drei von der Tankstelle unter der Regie von Thomas Goritzki. Sie hat mehrere CDs eingespielt (Akkordeon, Gesang) und war an mehreren Gemeinschaftsproduktionen beteiligt.
Ihr erstes Soloprogramm Sei mein mit der von ihr weiterentwickelten Figur der La Signora hatte 2007 Premiere, seitdem ist sie damit regelmäßig in Deutschland auf Tournee und hatte bereits mehrfach ausverkaufte Vorstellungen. 2008 wurde sie zu dem Internationalen Köln Comedy Festival eingeladen, wo sie im Oktober 2008 in der Eröffnungsshow auftrat. Im Dezember desselben Jahres folgte ein Auftritt am Arosa Humor-Festival. Ende 2008 und Anfang 2009 übernahm sie die Vertretung der Italienerin Francesca De Martin in der erfolgreichen Kabarettproduktion Lappen weg – Frauen ohne Regeln, wo sie zusammen mit Gerburg Jahnke u. a. spielte und unter anderem in Herne, Halle und Leipzig auftrat.
De Feo gewann bei dem Kabarett-Wettbewerb Stuttgarter Besen 2009 den „Goldenen Besen“ sowie den Publikumspreis. 2022 erhielt sie den Deutschen Kleinkunstpreis in der Kategorie „Kleinkunst“.

## Rundfunk- und Fernsehauftritte
De Feo trat bereits mehrfach im Rundfunk und Fernsehen auf. Unter anderem sendete das Funkhaus Europa im Oktober 2007 ein Porträt über de Feo in italienischer Sprache. Im April 2008 trat sie in der Comedy-Fernsehsendung Alfons und seine Gäste im SR/SWR-Fernsehen auf; die Sendung wurde auch von 3sat ausgestrahlt. Der Rundfunksender WDR stellte sie im Juni 2008 in einem sogenannten Kabarett-Slam im Dortmunder Cabaret Queue vor und sendete eine Aufzeichnung davon in der Unterhaltungssendung Streng öffentlich in WDR 5.

## CD-Produktionen
- 1991: The Mirror Images: "Welcome to the Borbeck Fashion Gallery"
- 1995: Inmortal in memoriam Astor Piazzolla. Hohner.
- 1997: Collaboration – Accordion meets Saxophon. vocaland.
- 1998: Ensemble Primavera del Tango: Tanguedia. vocaland.
- 2000: Hänsel und Gretel. Theater Oberhausen.
- 2002: Der Zauberer von Oz. Theater Oberhausen.
- 2001: Duo CocoLorez: Tango argentino traditional total sentimental. Alevare-music.
- 2005: Duo CocoLorez: snackbar.
- 2007: sonnentage. Master änd Commander.

## Auszeichnungen
- 2002: Bochumer Kleinkunstpreis für das Programm machos y muchachos, zusammen mit Franziska Dannheim
- 2002: Astor Piazzolla Award „Premio della critica“ mit dem Jungen Orchester Oberhausen für das Bandoneonkonzert von Astor Piazzolla unter Leitung von Rolf Donner in Udine, Italien
- 2006: Kremenholler Comedy Preis für ihr Programm La Signora
- 2008: Gewinnerin des 8. ml Schwelmer Kleinkunstpreises[10]
- 2009: 1. Platz (zusammen mit Michael Sens) bei der Lüdenscheider Lüsterklemme[11]
- 2009: Stuttgarter Besen – Goldener Besen und Publikumspreis
- 2011: Bayerischer Kabarettpreis – Musikpreis
- 2013: "Goldene Berta" bei den Eifeler Kulturtagen
- 2014: "Kom(m)Postler Vilslaus" in Frontenhausen
- 2015: Moerer Comedypreise zusammen mit Helmut Sanftenschneider für "Das große Comedy Battle" beim Comedy Arts Festival 2015
- 2015: Bottroper Frechdax für`s Lebenswerk
- 2016: Kultgaragenfuchspreis der Stadt Ennepetal
- 2017: Goldene Berta
- 2019: Leipziger Löwenzahn
- 2020: Schwerter Kleinkunstpreis[12]
- 2022: Deutscher Kleinkunstpreis in der Kategorie Kleinkunst[13]
- 2022: Tana-Schanzara-Preis
- 2023: Hachenburger Sonnenkönigin